# FN SCAR
FN SCAR는 미군의 SCAR(Special Operations Forces Combat Assault Rifle) 프로그램의 요구사항에 맞추어 파브리크 나시오날 드 에르스탈사가 개발, 생산하는 돌격소총, 전투소총, 저격총 시스템이다. FN SCAR은 미군을 위해 개발되었으며 M4, CQBR, Mk 12 SPR, M16시리즈, SR25를 대체할 예정이다.
다양한 변형이 있지만 크게 SCAR-L(Mk 16 Mod 0)과 SCAR-H(Mk 17 Mod 0)로 구분된다. SCAR-L은 5.56 × 45 mm NATO탄을 사용하며, SCAR-H는 7.62 × 51 mm NATO탄을 사용한다. 두 모델은 처음부터 모듈시스템 을 염두에 두고 설계하였기 때문에, SCAR-L과 SCAR-H는 약 90%의 부품이 호환되어 총의 변형이 매우 쉽다.
SCAR은 2007년 6월에 초기 생산 테스트를 마쳤다. 몇 가지의 연기가 있은 후에, 2009년 4월에 처음으로 생산된 소총이 실전 군인들을 위해 지급되기 시작했다. 그리고 2009년에 미국의 75 레인져 부대가 이 소총 600개를 실전에 배치할 첫 대부대가 될 전망이다.
그러나 2010년 6월, 미국특수전투사령부(USSOCOM)에서 Mk.16 Mod 0(SCAR-L)의 도입을 취소하고, 현재는 Mk.17 Mod 0만 쓰고 있는 상황이다.

## 개요
SCAR은 두개의 구경으로, 중/단거리 전투버전이 있다. 이것이 2003년에 시작한 특수부대들의 새 총을 찾기 위한 "US SOCOM 대회"에서 승리를 거두게 해 주었다. (다른 경쟁자로서는 콜트사와 로빈슨 암즈 XCR이 있다.)
헤클러운트코흐사가 XM8 소총을 미국 육군의 M4 카빈과 M16 소총을 대체하기 위해 개발되었지만 이 프로그램은 2005년 취소되고 말았다.
SCAR은 두개의 버전으로 생산된다. 경량버전인 SCAR-L(Mk 16 Mod 0)은 5.56 × 45mm NATO탄과 함께 M16 소총의 개량된 30발들이 STANAG 탄창을 사용한다. 중량버전인 SCAR-H(Mk 17 Mod 0)은 파괴력이 강한 7.62 × 51mm NATO탄과 함께 새로 개발된 20발들이 전용탄창을 사용한다. 여러길이의 총열이 단거리전투와 장거리전투를 위해 개발되었다.
SCAR-L용으로서 총 3개의 크고작은 길이의 총열들이 생산되었다
- 단거리 전투: 253mm (9.96 inch)
- 기본형: 351mm  (13.82 inch)
- 긴 총열을 가진 버전: 457mm (18 inch)

SCAR-H용 3개의 베럴
- 단거리 전투: 330mm (13 inch)
- 기본형: 400mm (15.75 inch)
- 긴 총열을 가진 버전: 500mm (19.68 inch)

SCAR-L은 M4 카빈, CQBR, Mk 12 Mod 0을, SCAR-H는 SR25를 대체할 예정이라고 한다.
SCAR의 특정 구성요소로서는 상단의 알루미늄 리시버인 피카티니 레일(MIL-STD-1913)을, 그리고 하단에는 MIL-STD-1913(피카티니 레일)를 호환하는 어느 장비라면 장착이 가능하다. SCAR은 또한 M16 소총과 호환가능한 폴리머제 권총손잡이과 함께 3방향으로 둘러싸인 벽 안의 볼트식 탄창멈치 버튼이 있다.
SCAR은 사우스 케롤라이나주 콜롬비아에 있는 FN Manufacturing LLC.공장에서 제작될 것이다.
Fabrique Nationale은 SCAR 소총 체계의 반자동 버전인 16S(경량)과 17S(중량)을 2008년 말에 소개했다. 이들은 경찰과 일반 상업용으로 설계되었으며, 미국 버지니아 주에 있는 프레드릭스버그(Fredricksburg)에서 제작된다.
2007년 7월경 미국 육군은 M4 카빈, SCAR, HK416, XM8에 대한 평가를 실시한다고 발표하였다. 각각 10개씩, 4개의 경쟁제품이 참여하였고 각 무기는 6000발씩 극한환경에서 발사되었다. 이런 평가를 한 이유로서는 단지 평가를 위한 것이였지, M4 카빈을 대체하려는 이유는 아니였다고 한다.
시험 중 SCAR은 탄약걸림현상이 226회로서 XM8의 127회 다음인 2위를 차지하였고, M4 카빈은 882회, HK416은 233회였다. 이번 시험은 M4 카빈과 M16 소총을 쓴 애버딘 2006년 평가와 2007년 여름에 있었던 평가에 기반한 시험이었다. 하지만 XM8은 전용 반투명 탄창, HK416은 
HK제 철제탄창, FN SCAR도 새 탄창을 쓰고 M4 카빈만 낡은 STANAG탄창을
썼다. 사실상 탄창이 탄약공급을 제대로 해주질 못해 탄걸림이 심한거지 M4카빈에는 문제가없었다

## FN EGLM (Mk 13 Mod 0)
2004년, EGLM, 또는 Mk 13 Mod 0라고 불리는 F2000 기반의 40mm 유탄발사기가 발표되었다. EGLM은 사용자가 탄창의 위치와 관계없이 중지로 방해없이 발사 할 수 있으며 유탄발사기의 총열은 좌측 또는 우측으로 자유롭게 꺾을 수 있으므로 인해 왼손잡이, 오른손잡이 상관없이 자유롭게 장전할 수 있도록 도와준다. 또한 EGLM은 총에 장착할 수도 있으며 원할 경우 특별제작된 독립형 개머리판에 장착하여 사용할 수 있다.

## 구매현황
2004년 1월 23일, US SOCOM은 USZA22-04-R-0001의 RFP(Request for Proposal)를 발간하였다. 이로써 다음과 같은 양의 물건을 획득하였다.
| 아이템             | 엔지니어링 테스트 유닛 | 초기 저비율 생산량(LRIP) | 생산량 |
| SCAR-L             | SCAR-L                 | SCAR-L                   | SCAR-L |
| ------------------ | ---------------------- | ------------------------ | ------ |
| 기본형             | 12                     | 250                      | 83,738 |
| CQC                | 6                      | 80                       | 27,914 |
| 저격버전 (SV)      | 1                      | 10                       | 11,989 |
| SCAR-H             |                        |                          |        |
| 기본형             | 1                      | 68                       | 14,931 |
| CQC                | 0                      | 10                       | 6,990  |
| 저격버전 (SV)      | 0                      | 10                       | 11,990 |
| 기본형 (7.62x39mm) | 0                      | 68                       | 2,932  |

## 대중 문화

### 영화 및 드라마
- 인셉션

아서가 1단계 꿈에서 SCAR-L을 사용한다.
- 트랜스포머 3

NEST팀 병사가 SCAR-L을 사용한다.
- 익스펜더블 2

악당들이 SCAR-L을 사용한다.
- 지 아이 조 2

지 아이 조 대원들이 개인화기로 SCAR-L, SCAR-H를 모두 사용한다.
- 엘리시움

훌리오가 SCAR-L을 사용한다.
- 다이하드 5

존 맥클레인 부자가 SCAR-H를 사용한다.
- 킹스맨: 시크릿 에이전트

발렌타인 병사들이 주무기로 SCAR-L을 사용한다.
- 24 시즌8

잭 바우어가 SCAR-L을 사용한다.

### 게임
- 레프트 4 데드
- 포인트 블랭크
- 배틀필드 2
- 고스트리콘 2
- 레인보우식스 베가스
- 레인보우식스 베가스 2
- 카운터-스트라이크 온라인
- 카운터-스트라이크 온라인 2
- 솔저 오브 포춘
- 메탈기어솔리드 4
- 콜 오브 듀티: 모던 워페어 2
- 스프린터셀 컨빅션
- 아르마 2
- 소콤 4
- 배틀필드 3
- 고스트리콘 온라인
- 메탈오브아너 워파이터
- 콜 오브 듀티 블랙옵스 2
- 레인보우식스 시즈
- 워페이스
- 크로스파이어
- 배틀필드 4
- 이터널시티
- CRYSIS 2
- 블랙스쿼드
- A.V.A
- 배틀그라운드, 배틀그라운드 모바일, 뉴스테이트 모바일
- 톰 클랜시의 더 디비전
- 스페셜솔져
- 팬텀스트라이크 Bullet Force
- 로블록스:팬텀포스
- Surviv.io

## 같이 보기
- XM8
- HK416
- HK417
- M4 카빈
- M16 소총
- SR25
- CQBR
- Mk 12 SPR